# Stephen Weiss
Stephen Weiss, född 3 april 1983 i Toronto, Ontario, är en kanadensisk professionell ishockeyspelare som spelar för Detroit Red Wings i NHL. Han har tidigare representerat Florida Panthers.

## Hockeykarriär
Weiss är en center som spelade i Plymouth Whalers under sin juniorkarriär, innan han 2001 valdes av Florida Panthers som 4:e spelare totalt i NHL-draften. Han gjorde NHL-debut redan den påföljande säsongen, och har därefter spelat hela 2000-talets första decennium i klubben. Hans hittills bästa säsong poängmässigt var 2008–09 då han gjorde 14 mål och 47 assist för totalt 61 poäng.

## Statistik

### Klubbkarriär
| 1999–00    | Plymouth Whalers    | OHL        | 64  | 24  | 42  | 66  | 35  | 23 | 8 | 18 | 26 | 18 |
| 2000–01    | Plymouth Whalers    | OHL        | 62  | 40  | 47  | 87  | 45  | 18 | 7 | 16 | 23 | 10 |
| 2001–02    | Florida Panthers    | NHL        | 7   | 1   | 1   | 2   | 0   | —  | — | —  | —  | —  |
| 2001–02    | Plymouth Whalers    | OHL        | 46  | 25  | 45  | 70  | 69  | 6  | 2 | 7  | 9  | 13 |
| 2002–03    | Florida Panthers    | NHL        | 77  | 6   | 15  | 21  | 17  | —  | — | —  | —  | —  |
| 2003–04    | San Antonio Rampage | AHL        | 10  | 6   | 3   | 9   | 14  | —  | — | —  | —  | —  |
| 2003–04    | Florida Panthers    | NHL        | 50  | 12  | 17  | 29  | 10  | —  | — | —  | —  | —  |
| 2004–05    | San Antonio Rampage | AHL        | 62  | 15  | 23  | 38  | 38  | —  | — | —  | —  | —  |
| 2004–05    | Chicago Wolves      | AHL        | 18  | 7   | 9   | 16  | 12  | 18 | 2 | 7  | 9  | 17 |
| 2005–06    | Florida Panthers    | NHL        | 41  | 9   | 12  | 21  | 22  | —  | — | —  | —  | —  |
| 2006–07    | Florida Panthers    | NHL        | 74  | 20  | 28  | 48  | 28  | —  | — | —  | —  | —  |
| 2007–08    | Florida Panthers    | NHL        | 74  | 13  | 29  | 42  | 40  | —  | — | —  | —  | —  |
| 2008–09    | Florida Panthers    | NHL        | 78  | 14  | 47  | 61  | 22  | —  | — | —  | —  | —  |
| 2009–10    | Florida Panthers    | NHL        | 80  | 28  | 32  | 60  | 40  | —  | — | —  | —  | —  |
| 2010–11    | Florida Panthers    | NHL        | 76  | 21  | 28  | 49  | 49  | —  | — | —  | —  | —  |
| 2011–12    | Florida Panthers    | NHL        | 80  | 20  | 37  | 57  | 60  | 7  | 3 | 2  | 5  | 6  |
| 2012–13    | Florida Panthers    | NHL        | 17  | 1   | 3   | 4   | 25  | —  | — | —  | —  | —  |
| NHL totalt | NHL totalt          | NHL totalt | 654 | 145 | 249 | 394 | 313 | 7  | 3 | 2  | 5  | 6  |